# Rock brésilien
Le rock brésilien désigne le rock interprété par des groupes et artistes brésiliens. Le rock entre au Brésil en 1956 avec la parution d’une version portugaise du Rock Around the Clock de Bill Haley. Au Brésil, de nombreux groupes jouent encore des chansons avec les paroles anglaises traduites, bien que certains évitent le problème en jouant du rock instrumental.
Inspirés par des groupes instrumentaux comme Duane Eddy et The Champs, the Blue Jean Rockers sortent en 1958 la première chanson de rock instrumental brésilienne Here's the Blue Jean Rockers. Bolão and his Rockettes sortent l’année d’après le premier album instrumental. Le rock devient alors dans la jeunesse brésilienne le style le plus populaire. De nombreux groupent se créent alors comme The Avalons, The Clevers, The Rebels, The Jordans, The Jet Blacks, The Pops, Os Populares, The Bells, The Lions et The Youngs.
Durant les années 1990, le rock instrumental fait son retour, et certains des groupes classiques se reforment. Le surf rock devient aussi populaire grâce notamment aux Argonauts et Os Ostras.

## Histoire

### Années 1950
Nora Ney (chanteuse de samba) enregistré le premier morceau de rock, Rock Around the Clock, de Bill Haley and His Comets (morceau du film Blackboard Jungle), en octobre 1955, pour la version brésilienne du film. En une semaine, la chanson se place déjà au sommet des charts (mais Nora Ney n'a plus jamais rien enregistré dans le genre par la suite). En décembre, la même chanson est adaptée en portugais, Ronda das horas (de Heleninha Ferreira) et une autre est enregistrée par l'accordéoniste Frontera, moins réussie que l'originale. En janvier de l'année suivante, la chanson est reprise par Marisa Gata Mansa.
Tim Maia, Roberto Carlos, Erasmo Carlos et Jorge Ben sont influencés par le rock 'n' roll et le rockabilly. Tim, Roberto, Arlênio Silva, Edson Trindade et Wellington rejoignent le groupe vocal The Sputniks. Tim et George étaient connus sous le nom de Babulina, en raison de sa prononciation inhabituelle (Bop-A-Lena). Les deux sont également influencés par Little Richard,, dont le style est fortement influencé par le boogie-woogie. Roberto Carlos apprend à jouer du rock à la guitare en regardant Tim jouer Long Tall Sally de Little Richard. Le groupe des Sputniks se sépare après que Tim ait découvert que Roberto jouerait le rôle du « Elvis Presley brésilien » au Carlos Imperial Rock Club. Connaissant Tim depuis l'enfance, Erasmus rejoint le groupe The Snakes, créé après la séparation des Sputniks, avec Arlene, Chine et Edson Trindade.

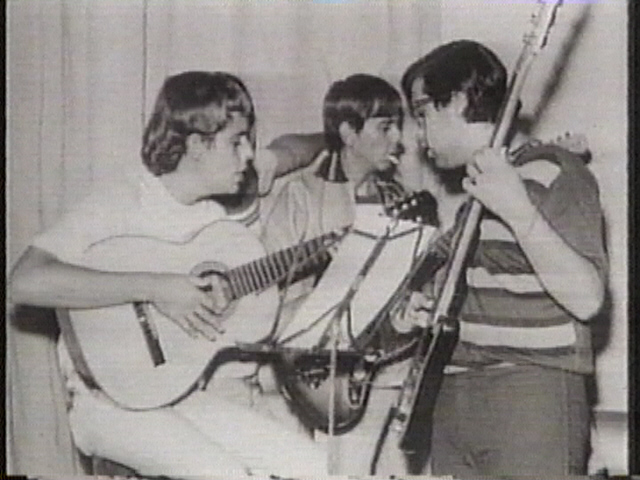
Groupe Renato e Seus Blue Caps, l'un des groupes les plus importants du début du rock brésilien

En 1957, le premier morceau de rock original est enregistré en portugais, sous le titre Rock and Roll em Copacabana, écrit par Miguel Gustavo (futur auteur de Pra Frente Brasil) et enregistré par Cauby Peixoto utilisé pour le film brésilien Sherlock de Araque dans lequel Carlos Imperial et Paulo Silvino (spous le pseudonyme de Dixon Savannah), chantent Calypso Rock et Let's Rock Together, l'année suivante.
Entre 1957 et 1958, plusieurs artistes enregistrent des reprises de chansons américaines, telles que See You Later, Alligator, The Great Pretender du groupe de doo-wop The Platters) et Beat Baby (Long Tall Sally par Little Richard).
En 1958 est enregistré le premier morceau de rock instrumental brésilien - Here’s The Blue Jean Rockers du groupe The Blue Jean Rockers. À la fin de la même année, le groupe Bolão and his Rockettes lancera le premier album de rock instrumental du pays, chez RCA Victor.

### Années 1960

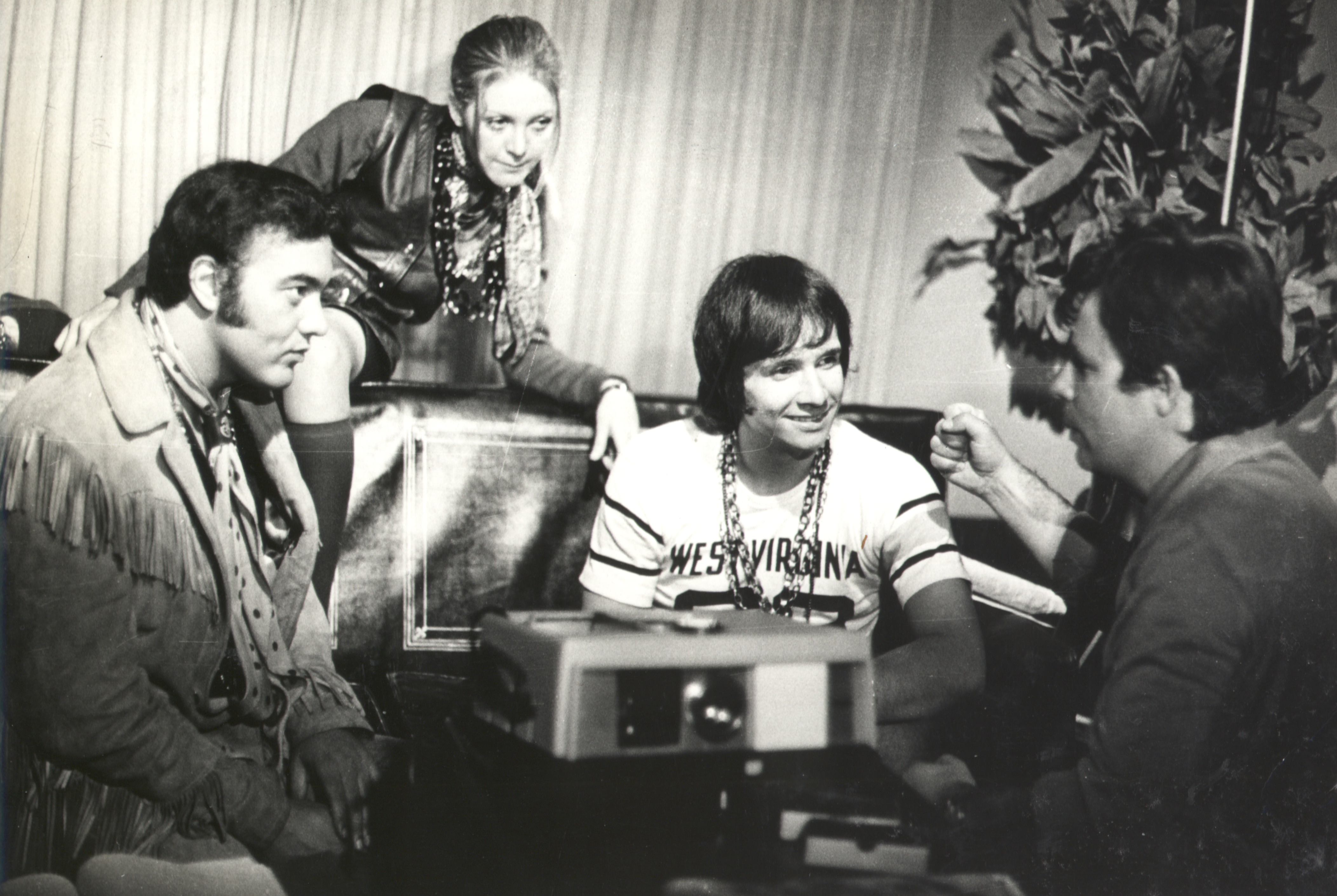
Roberto Carlos, Erasmo Carlos et Wanderléa lors de l'enregistrement du film (1970).

En 1960, le magazine Revista do Rock, élit le nouveau venu Sérgio Murilo « roi du rock brésilien ».
Roberto Carlos poursuit sa carrière en 1961 comme chanteur de bossa-nova, dirigé par Carlos Imperial. En 1961, il sort son premier album, Louco por você, qui échoue deux ans plus tard, puis sort un album de rock, Splish Splash. La chanson-titre, reprise d'une chanson, Parei na contramão, de Bobby Darin, devient rapidement un hit. L'album apporte d'autres chansons de lui, Erasmo et Luiz Ayrão. Erasmus et os Snakes enregistrent le CD Calypso Rock, avec les chanteurs Demétrius, Eduardo Araújo, Ronnie Cord, Albert Peacock, entre autres.
Le début de la décennie est également marqué par l’émergence de groupes de rock et de musique instrumentale tels que The Jet Blacks, The Jordans et The Clevers, ainsi que par le chanteur Ronnie Cord, qui sortira deux « hymnes » : Biquíni de Bolinha Amarelinha, de Hervé Cordovil pour Itsy Bitsy Teenie Weenie Yellow Polkadot Bikini et Rua Augusta. En 1962, The Jet Blacks sortent l'album Twist, acclamé comme le meilleur album de rock instrumental au Brésil par de nombreux collectionneurs nationaux et étrangers.
Le succès du programme Jovem guarda attire d'autres artistes comme Renato e seus Blue Caps, Golden Boys, Jerry Adriani et Dick Danello, qui s'inspiraient des Beatles (pour un genre baptisé iê-iê-iê) et du rock primitif (rock 'n' roll et rockabilly). A Jovem Guarda produisent également toutes sortes de morceaux et participent à des films tels que Roberto Carlos em ritmo de aventura. Le morceau Som da Jovem Guarda est marqué par l'utilisation de l'orgue Hammond par Lafayette Coelho Varges Limp (Lafayette),.

Roberto Carlos.

À cette période, les artistes du groupe MPB « déclarent la guerre » au iê-íê-íê revendiqué par les Jovem Guarda. Le programme se termine en 1968, avec le départ de Roberto Carlos. Dans la continuité, et comme contre-courant au style de Jovem Guarda, apparait la Tropicália, un style musical composé essentiellement par un mélange de rythmes brésiliens avec la touche unique du rock psychédélique. Malgré la forte répression de l'industrie musicale en 1966, un nouveau groupe émerge, Os Mutantes. Composé par Rita Lee, Arnaldo Baptista et Sérgio Dias, le groupe caractérisé par sa débauche et son style innovant, est révélé dans le programme de Ronnie Von ; cependant, leur musique aura peu d'impact sur le marché. Les artistes de iê-iê-iê, comme Erasmo Carlos et Eduardo Araújo, expérimenteront également la musique psychédélique les années suivantes. La même année, le chanteur Serguei fait ses débuts en solo.
En 1967, le duo Caetano Veloso et Gilberto Gil sortent les chansons Alegria, alegria et Domingo no parque, au III Record Network Festival. L'année suivante, le Sgt Pepper Lonely Hearts Club Band fascine le duo, ce qui mène à des performances ensemble aux festivals Record et Excelsior. Outre Os Mutantes, d'autres groupes de soutien accompagnent les tropicalistas, tels que les Beat Boys et Os Baobás, qui ont accompagné Caetano Veloso ; et Os Brazões, qui ont accompagné Gal Costa. Aussi en 1967 apparaissent les premiers groupes de rock psychédélique dans le pays. Selon le magazine Revista de rock, « les premières manifestations psychédéliques au Brésil se sont faites à São Paulo, à travers des groupes tels que The Beatniks, Os Baobás et The Galaxies, qui ont notamment introduit dans leurs répertoires un genre produit aux États-Unis. » Toujours à cette période, les chansons de musique soul et funk se retrouvent dans les répertoires de Roberto Carlos, Erasmo Carlos, Eduardo Araújo et Tim Maia (nouveau venu des États-Unis),,,. Jorge Ben sera crédité comme le créateur du samba rock, sous-genre qui a également été exploré par Erasmo Carlos.
En 1968, le groupe Raulzito e os Panteras, dirigé par Raul Seixas, sortent leur seul album homonyme,. En 1969, la chanteuse Gal Costa sort l'album Gal (1969), considéré par beaucoup comme le plus psychédélique, le plus expérimental et le plus radical de toute sa carrière
En 1969 également, le groupe Liverpool enregistre l’album Por Favor, sucesso, nom tiré du moreau homonyme de Carlinhos Hartlieb, défendu par le groupe au II Festival Universitário da Música Popular, l’album mêlant musique psychédélique et musique brésilienne,.

### Années 1970

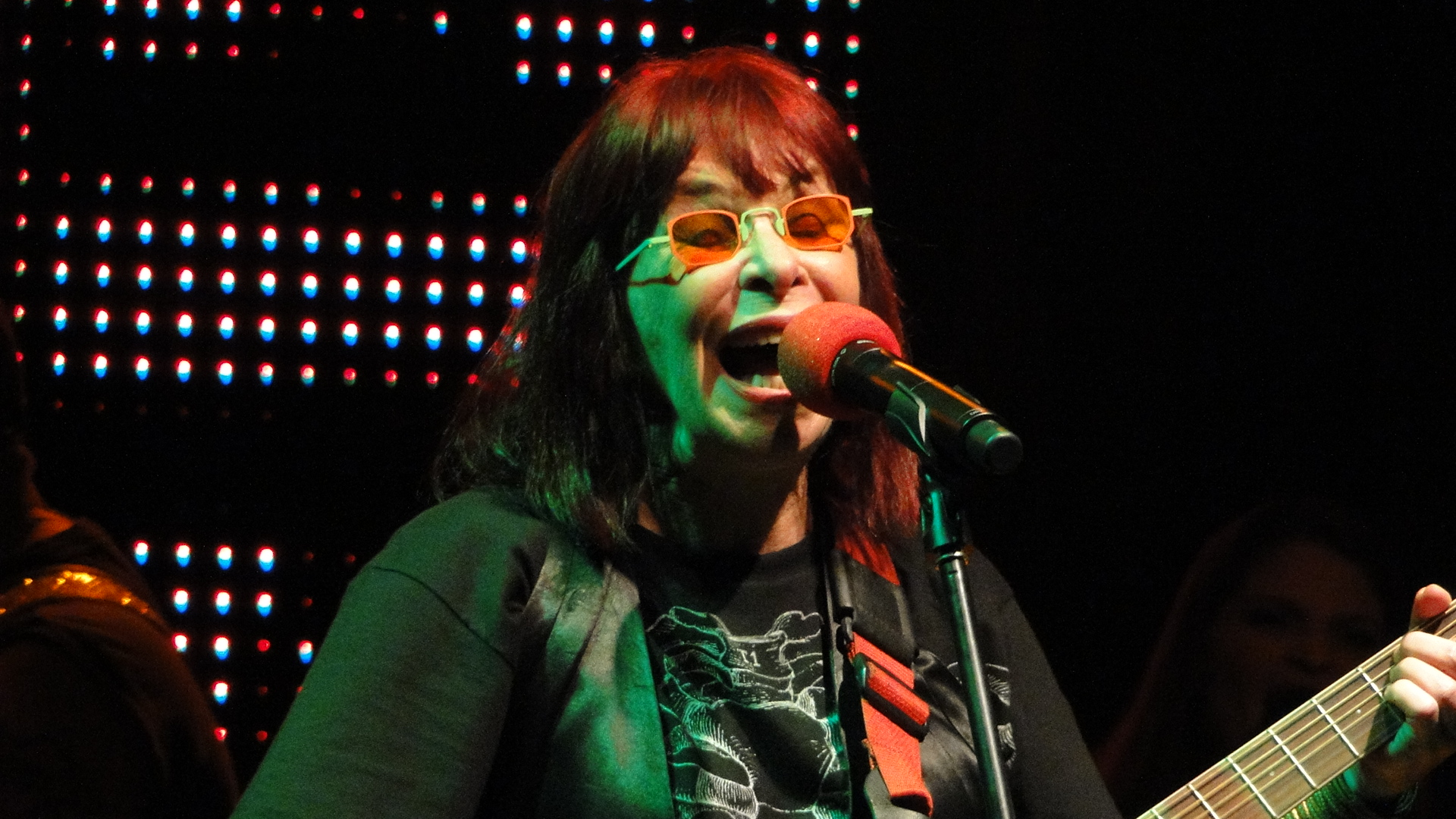
Rita Lee.

En 1972, s'organise le Feira Experimental de Música de Nova Jerusalém, un festival de musique alternative en dehors du circuit commercial, considéré comme le Woodstock brésilien,.
Toujours en 1972, le groupe Lee Jackson formé par Marcos Maynard, Luiz Carlos Maluly, Cláudio Condé, Marco Bissi et Sérgio Lopes, remporte le succès avec le single Hey Girl, dont une reprise en portugais est enregistrée par le groupe The Fevers. En 1976, le groupe lance l'album Bill Haley presents Lee Jackson - featuring Rock samba. Avec la participation du vétéran Bill Haley, l'album comprend des reprises de chansons de rock internationales avec des influences samba. Le groupe se sépare en 1979, mais ses membres deviennent des directeurs de labels et producteurs.
Le groupe Paulo Messunica e a Tropa Maldita lance son album homonyme mélangeant psychédélisme, samba et soul. Malgré l'échec commercial, l'album devient culte. Ancien membre du groupe, le musicien Macao serait connait des années plus tard le succès avec la chanson Olhos coloridos, enregistrée par Sandra de Sá.
Des mouvements apparaissent à d'autres endroits du Brésil : dans le Minas Gerais, le Clube da Esquina, influencé par les Beatles et le rock britannique de l'époque, est dirigé par Milton Nascimento et Lô Borges. Dans le nord-est du pays, émerge la « nouvelle vague » des Novos Baianos et la Invasão Nordestina formée par des artistes qui mêlaient musique du nord-est brésilien et rock, comme Fagner, Zé Ramalho, Belchior et Alceu Valença,.
Malgré le manque d'intérêt des médias, plusieurs groupes, artistes et styles se distinguent dans le circuit underground de l'époque : le progressiste régional d'O Terço (qui a enregistré un album en anglais face au marché italien) ; le hard rock des groupes Made in Brazil et Patrulha do Espaço ; le rock rural de Sá, Rodrix e Guarabyra (une sorte de folk rock brésilien) ; le rock psychédélique, progressif et funk du trio Nosso Nosso de Cada Dia, ; le rock progressif de Moto Perpétuo, un groupe mené par Guilherme Arantes ; le hard rock progressif de la Casa das Máquinas. À noter également le musicien et poète Walter Franco ; et les groupes A Bubha et Som Imaginário, qui ont tourné au milieu de la décennie avec respectivement Erasmo Carlos et Milton Nascimento. Malgré le style progressif, A Bolha s'est également impliqué dans le hard rock, tandis que Som Imaginário recherchait l'expérimentalisme et un flirt avec le groupe MPB. La musique soul est également explorée par d'autres artistes liés à Jovem Guarda, tels que Trio Ternura, Trio Esperança, Gerson King Combo, ex-chorégraphe du programme Jovem guarda, et Miguel de Deus, ex-Os Brazões.

### Années 1980

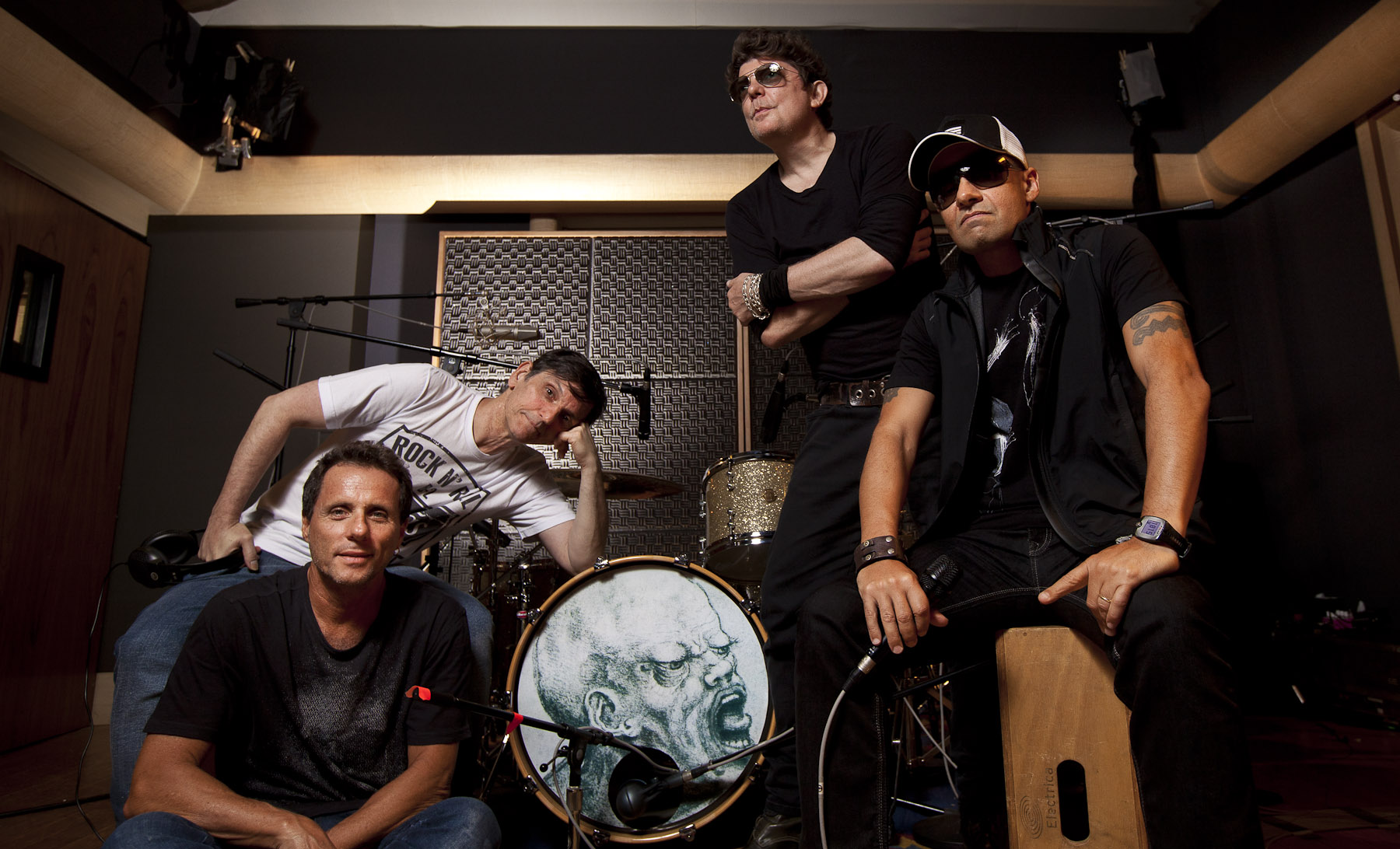
Titãs.

La popularisation et la véritable « explosion » du rock au Brésil, attribuables à l’émergence de groupes indépendants sortis par des fanzines, contribuent également à cette décennie. Certains groupes comme Titãs et Os Paralamas do Sucesso resteront actifs jusqu'à aujourd'hui, faisant des concerts dans tout le pays. D'autres groupes et artistes de l'époque, comme Engenheiros do Hawaii, mené par Humberto Gessinger et Legião Urbana, sont immortalisés et jouent à la radio depuis.
Plusieurs lieux au Brésil possédaient leurs propres circuits rock. À Rio de Janeiro, on peut citer les groupes Blitz, Barão Vermelho et Os Paralamas do Sucesso qui émergent à cette période. Apparaissent également le groupe João Penca e Seus Miquinhos Amestrados, qui mêlent des styles issus des années 1950 et 1960, comme le rockabilly, le surf rock et le doo wop, et les groupes soul et funk comme Conexão Japeri et Brylho, qui avait comme bassiste Arnaldo Brandão (ex-A Bubha et futur membre de Hanói-Hanói).
En 1983, le groupe Spray, de São Paulo, signe avec le label Fermata et sort son premier album, un simple album avec la chanson Tic Tic Nervoso, qui éclater l'année suivante sur toutes les radios nationales.
La même année, le groupe Bacamarte sort l'album Depois do Fim, considéré comme l'un des meilleurs de rock progressif au monde, et le site Progarchives le classe parmi les quarante meilleurs albums du genre. Innovant pour l'époque, l'album apporte un son totalement différent du début des années 1970.
En 1985, le groupe Harry apparait dans la ville de Santos, considéré comme l'un des pionniers de la « scène industrielle » et de l'électrorock au Brésil. En 1987, Harry lance au label Wop Bob, l'album Fairy Tales, considéré comme l'un des disques les plus emblématiques de l'underground brésilien.

### Années 1990
Les membres des groupes ayant émergé dans les années 1980 sont Os Britos, un projet parallèle inspiré des Beatles, formé initialement par Dado Villa-Lobos (Legião Urbana), Guto Goffi et Rodrigo Santos (Barão Vermelho) et George Israel (Kid Abelha). Le premier grand groupe de la décennie est Skank, qui mixe rock et reggae. Au fil des ans, d'autres groupes voient le jour, comme Jota Quest, qui mélange le pop rock, la soul et le funk, Pato Fu, Virna Lisi et Tianastacia.
La radio FM Kiss apparaît à São Paulo. D'autres radios connues de rock ultramodernes, comme 89 FM et 97 FM, commencent à émerger le 13 juillet pendant le Dia Mundial do Rock (journée mondiale du rock). Depuis le 13 juillet 1985, cette journée sera célébrée tous les ans au Brésil.

### Années 2000

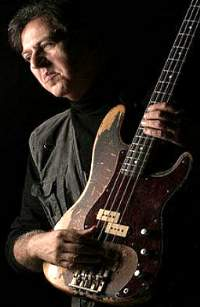
Paulo César Barros, ancien membre du groupe Renato e Seus Blue Caps et l'un des plus grands bassistes brésiliens.

En 2001, les groupes brésiliens boycottent le Rock in Rio. En effet, il existait une clause dans le contrat qui excluait la possibilité pour les groupes brésiliens de faire passer les derniers ajustements des instruments, et ils revendiquaient la même structure accordée aux groupes étrangers. Le boycott commence avec O Rappa, Cidade Negra et Raimundos, soutenus par Charlie Brown Jr., Skank et Jota Quest. Cette même année, la première édition du Primeiro Campeonato Mineiro de Surfe de Minas Gerais est organisé ; il s'agit d'un événement annuel, le plus important à l'échelle latino-américaine de surf music,.
Le 7 mai 2003, le groupe Los Hermanos sort l'album Ventura qui, dans la décennie suivante, sera élu par le public de Radio Eldorado FM, le portail Estadao.com et le Caderno C2 + Música meilleur album brésilien de l’histoire.
En 2006, Os Mutantes seréunissent pour un concert à Londres, mais seulement avec une partie des membres originaux : Sérgio Dias, Arnaldo Baptista, Dinho Leme et la chanteuse Zélia Duncan prennent la tête à la place de Rita Lee. L'année suivante, Arnaldo et Zélia quittent le groupe pour se consacrer à des projets en solo. En 2008, la chanteuse Bia Mendes rejoint le groupe. Toujours en 2006, le groupe Sambô apparaît pour enregistrer des chansons de rock international au rythme de la samba,,.
En 2009, Supla et son frère João Suplicy forment le duo Brothers of Brazil, mêlant punk rock, samba et bossa nova. Egalement en 2009, le guitariste de Sepultura, Andreas Kisser, sort son premier album solo, Hubris I and II.

### Années 2010

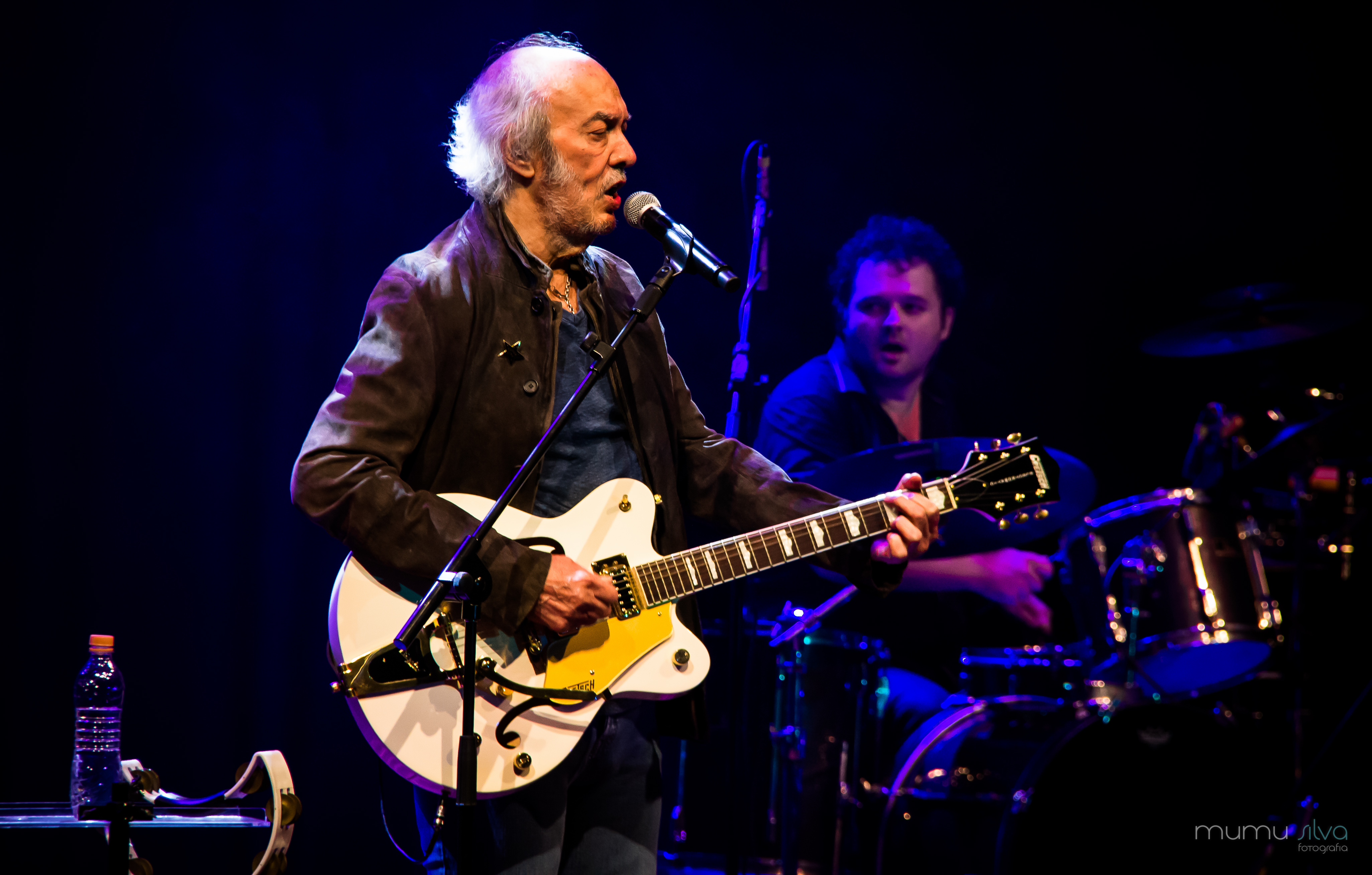
Erasmo Carlos.

Nombre d'artistes remarquables ont revisité le répertoire de certains noms du rock national des années 1980, comme les groupes Nem Liminha Ouviu. Les membres des groupes des années 1980 forment Panamericana, un projet dédié au rock latino-américain. Le groupe se compose de Dado Villa-Lobos, de Charles Gavin, de Dé Palmeira et de Toni Platão
Une autre tendance qui s’impose dans la scène musicale brésilienne est celle des groupes colorés, spécialement dédiés au jeune public féminin. Au début de la décennie, le mouvement Happy Rock domine les hit-parades à travers les groupes Restart, Cine et Hori. La mode, critiquée par des noms tels que Dinho Ouro Preto, Lobão et Tico Santa Cruz,, finit par perdre de la vigueur peu après, tous les groupes ne restant pas dans les médias traditionnels et ayant mis fin à leurs activités.
L'émission télévisée Superstar révèle également le groupe de folk Suricato et les groupes Move Over, Supercombo, Scalene et Versalle,, qui se sont distingués lors des premières éditions tenues en 2014 et 2015. La plupart d'entre eux acquièrent un prestige dans la scène indépendante et dans le grand public, participant à de grands festivals, tels que les dernières éditions de Rock in Rio et Lollapalooza,,.
Bien que le rock brésilien ait été absent des médias grand public et des radios nationales, la décennie est également marquée par le retour des radios dites Rock FM, telles que 89 FM à Rádio Rock, à São Paulo à la fin 2012, et Rádio Cidade FM à Rio de Janeiro, entre 2014 et 2016. En parallèle à Internet, les chaines de radio susmentionnées sont les principaux vecteurs de diffusion de la scène rock contemporaine. Selon Crowley Broadcast Analysis, 2015 est la première année dans l’histoire du pays montrant le rock brésilien ne absent du top 100 des chansons les plus jouées des radios dans le pays. L'année suivante, la même situation se produit.
La décennie assiste également à la mort de nombreuses personnalités telles que Redson Pozzi (leader du groupe Cholera), le chanteur et guitariste Celso Blues Boy, Chorão et Champignon (chanteur et bassiste de Charlie Brown Jr. respectivement), Peu Sousa (guitariste, ex-Pitty et Nove Mil Anjos), Helcio Aguirra, guitariste de Golpe de Estado, Renato Rocha (ancien bassiste de la Légion Urbana), Percy Weiss (ancien chanteur de Made in Brazil et Space Patrol), le musicien brésilien Jupiter Maçã, Peninha (percussionniste de Barão Vermelho), le chanteur et animateur Kid Vinil, Karl Franz Hummel (ancien guitariste de Camisa de Vênus, le guitariste virtuose Paulo Schroeber, et Johnny Hansen (l'un des plus talentueux l'histoire du rock électronique brésilien). Outre aussi, le producteur Carlos Eduardo Miranda, fondateur du label Banguela Records, découvreur, entre autres, du groupe Raimundos et responsable de la diffusion du mouvement mangue beat.
En 2016, Moraes Moreira, Baby do Brasil, Pepeu Gomes, Paulinho Boca de Cantor et Luiz Galvão reviennent au sein du groupe Novos Baianos. La même année, Rede Globo lance le feuilleton Rock Story, dont l’intrigue montre l’essor de la musique pop dans le pays et la chute du rock. Le feuilleton prend fin en juin 2017.
En 2017, le guitariste Kiko Loureiro devient le premier musicien brésilien à recevoir un Grammy Award pour son travail au sein d'un groupe de heavy metal.
En 2018, George Israel, Felipe Cambraia, bassiste de Nando Reis, et Toni Garrido, chanteur du groupe Cidade Negra, créent le groupe Black Carlos, qui interprète des chansons dans les styles funk et soul du duo Roberto et Erasmo Carlos,. Toujours en 2018, le chanteur brésilien Alírio Netto est recruté par Roger Taylor et Brian May, les membres restants du groupe britannique Queen, pour être le chanteur du groupe.

## Artistes les plus populaires
- Raúl Seixas
- Roberto Carlos
- Erasmo Carlos
- Wanderléa
- Rita Lee
- Meire Pavão
- Ronnie Von
- Eduardo Araújo
- Celly Campello

## Groupes les plus populaires
- Legião Urbana
- Renato e Seus Blue Caps
- Titãs
- The Jet Black's
- The Jordans
- Os Incríveis
- The Clevers
- The Brazilian Bitles
- Barão Vermelho
- Os Brasas
- Os Mutantes
- Raimundos
- Mamonas Assassinas
- Roupa Nova